# نسوزها
نسوزها موادی هستند که حرارت‌های بالا را به خوبی تحمل کرده (بسته به نوع مصرف مقاومت حرارتی نسوزها متفاوت است.)ودر ان حرارت در واکنش‌های شیمیایی فراورده‌ای که در کوره در حال شکل گرفتن می‌باشد شرکت نکرده و در مقابل سایش و ضربه مقاومت نمودهو در ان حرارت به هیچ وجه تغییرات فیزیکی و شیمیایی در ان ظاهر نمی‌شود.
موسسه استاندارد و تحقیقات صنعتی ایران به موجب استاندارد شماره ۲۶۳۱ موادی را نسوز میداند که بتواند ۱۴۵۰ درجه سانتی گراد را تحمل نماید.

## مواد تشکیل دهنده نسوزها
1. دولومیت‌ها
2. رس‌ها
3. بوکسیت‌ها
4. کرومیت‌ها
5. دیاتومیت‌ها

## موارد استفاده
تقریبا ۸۰ تا ۸۵ درصد نسوزهای تولید شده در دنیا در کارخانه‌های ذوب اهن و سیمان پزی مورد استفاده قرار می‌گیرد و ۱۵ تا ۲۰ درصد در کارخانه‌های شیشه گری - کاشی سازی - تونل‌های اجر پزی و غیره مورد استفاده واقع می‌شوند.

## خواص نسوزها

### ۱. درجه حرارت
هرکوره با توجه به حرارتی که برای پخت و به عمل اوردن محصول خود نیاز دارد، محتاج به نسوزی است که بتواند حرارت کوره را به خوبی تحمل نماید، در این صورت نسوزها با توجه به محل مصرف می‌باید بتوانند حرارت کوره را به خوبی تحمل نموده و به مرحله خمیری نرسند در این صورت باد حرارت قابل تحمل برای نسوزها چند درصد بیشتر از حرارت موجود در کوره باشد.

### ۲. تغییر شکل
می‌دانیم کلیه اجسام در مقابل حرارت‌های بالا تغییر شکل می‌دهند و معمولاً در موقعیکه حرارت بالا می‌رود منبسط شده و در موقع سرد شدن منقبض می‌گردد.
اگر در یک کوره ذوب اهن یا پخت سیمان قطعات نسوز منبسط شوند و به هم فشار وارد کنند در ابتدا موجب محکمتر شدن به یکدیگر و اتصال بیشتر آن‌ها به بدنه کوره می‌شوند ولی رفته رقته در اثر زیاد شدن انبساط، نسوزها به یکدیگر فشار آورده و باعث خرد شدن خود می‌گردند. و اگر از ابتدا نسوزها را با فاصله بچینند تا از این فشار جلوگیری کنند یا نسوزها در اثرانقباض تقلیل حجم پیدا کنند در جای خوذ لق شده و موجب فرو ریختن نسوز می‌گردد. پس ملاحظه می‌گردد که نسوزها مخصوصاً در کوره‌های گردنده باید دارای خاصیتی باشند که انقباض و انبساط آن‌ها موجب خرد شدن یا فروریختن آن‌ها نشود.

### ۳. تغییر عناصر متشکله در اثر حرارت
نسوزهایی که در مواد اولیه آن‌ها بعضی از اکسیدهای اهن مانند اکسید آهن (III) و اکسید آهن (II) وجود دارد اگر از مواد موجود در کوره گازCO تولید شود این گاز با اکسیژن موجود در اکسید اهن ترکیب شده و به گاز کربن دی‌اکسید تبدیل گردیده و متصاعد می‌شود و اهن موجود در نسوزها را ازاد نموده و موجب تغییر ماهیت نسوزها می‌شود از این رو حداکثر مقدار مجموع این اکسیدها و سایر اکسیدهای گداز اور مانند آهک واکسید منیزیم نباید در نسوزها از ۵ درصد تجاوز کند.

### ۴. شرکت در واکنش‌های شیمیایی
نسوزها نباید در واکنش‌های شیمیایی که در مواد داخل کوره صورت می‌گیرد شرکت نموده و روی خواص محصول اث بگذارند. بدین لحاظ باید قبلاً محیط کوره از نظر انکه اکسیدکننده است یا احیاکننده تشخیص داده شود و نسوز مناسب انتخاب گردد.

### ۵. مقاومت در برابر نیروهای موجود در کوره
نسوزها باید در مقابل نیروهایی (مانند سایش - فشار - ضربه و...)که از طرف مواد داخل کوره به آن‌ها وارد می‌شود به خوبی مقاوم بوده و مخصوصاً باید قابلیت تحمل بار کوره را داشته باشند.

## انواع نسوزها
1. اجرالومینی
2. اجرهای سیلیسی
3. اجرهای نیمه سیلیسی
4. اجرهای منیزی
5. اجر شاموتی
6. اجر دولومیتی
7. اجر فورس تریتی
8. اجر کرم منیزی

## محل مصرف نسوز در ساختمان
نسوز در ساختمان به‌طور مستقیم مصرف نمی‌شود و فقط در بعضی خانه‌ها در شومینه از نسوز استفاده می‌گردد که بیشتر جنبه تزیینی دارد و بیشتر رنگ نسوز و شکل هندسی ان و لب پر نبودن ان مطرح می‌باشد.
در ساختمان‌های بزرگ مانند بیمارستان‌ها و هتل‌های بزرگ که گرمایش به وسیله بخار اب انجام می‌شود پوشش داخلی کوره دیگ بخار به وسیلهٔ نسوزها پوشانده می‌شود. همچنین پوشش داخلی کوره‌های زباله سوزی در بیمارستان‌ها به وسیلهٔ نسوز پوشیده می‌شود. پتو نسوز  یا اطفاء حریق، یکی از تجهیزات ایمنی مفید می‌باشد که وجود آن در کنار کپسول آتش‌نشانی کارآمد خواهد بود. از این پتو برای خاموش کردن فرد یا اجسامی که آتش گرفته‌اند و همچنین برای خاموش کردن آتش در نقطه شروع، استفاده گسترده‌ای دارد و باعث می‌شود آتش به بقیه قسمت‌های اطراف نفوذ نکند. ترکیب مواد به‌کار رفته در ساخت پتوهای اطفاء حریق اهمیت زیادی دارد؛ چرا که این مواد تحت دمای بالایی قرار می‌گیرند و ممکن است موجب وخامت وضعیت سوختگی شوند. این پتو از الیاف نسوز تولید می‌شود و در برابر دمای بالا به پوست فرد نمی‌چسبد. با انداختن و پیچیدن پتوی اطفاء حریق، اکسیژن مورد نیاز آتش کم می‌شود و آتش خاموش می‌شود.